# Rudolf Peierls
Rudolph Ernst Peierls (Berlim, 5 de junho de 1907 — Oxford, 19 de setembro de 1995) foi um físico teuto-britânico.

## Vida e obra
Peierls descende de uma família judaica berlinense. Estudou física na Universidade Humboldt de Berlim, a partir de 1926 na Universidade de Munique, onde foi aluno de Arnold Sommerfeld, e em 1928 na Universidade de Leipzig, aluno de Werner Heisenberg, onde concluiu o doutorado. Em 1929 foi assistente de Wolfgang Pauli em Zurique. Suas famosas publicações sobre física do estado sólido foram escritas durante sua permanência em Leipzig e Zurique, algumas em parceria com Felix Bloch, que também foi colaborador de Heisenberg em Leipzig.
Quando os nazistas assumiram o governo alemão em 1933 Peierls estava em Cambridge, bolsista da Fundação Rockefeller, decidindo não voltar para a Alemanha. Inicialmente trabalhou com outros emigrantes, dentre os quais Hans Bethe, junto a James Chadwick em Manchester, investigando problemas da termodinâmica estatística de ligas. Foi para isto auxiliado por um fundo para fugitivos da Alemanha. Obteve posteriormente uma vaga em Cambridge, trabalhando com supercondutividade, superfluidez e com problemas da física nuclear. Em 1937 foi professor da Universidade de Birmingham.
Preocupado com o aparente desenvolvimento das pesquisas atômicas da Alemanha nazista sobre a possibilidade de construção de uma bomba atômica, publicou juntamente com o emigrante austríaco Otto Frisch, um pioneiro da fissão nuclear que também trabalhava em Birminghan, o memorando Frisch-Peierls, no qual foi, em caráter de sigilo absoluto, exposto o suposto risco iminente da construção de uma bomba atômica pela Alemanha de Hitler, clamando pela pesquisa intensa a fim de construir uma bomba atômica britânica. Como massa crítica para uma bomba obtida de Urânio 235 indicaram 1 kg, muito abaixo da massa então estimada. Mostraram com isto que a construção de uma bomba atômica seria possível na época. Mediante um comunicado do Military Application of Uranium Detonation (MAUD), o memorando chegou em 1941 nos Estados Unidos, contribuindo assim para a efetivação do Projeto Manhattan, no qual Peierls trabalhou a partir de 1943, após ter obtido a cidadania britânica, porque até então era considerado elemento suspeito, assim como Otto Frisch. Por ter levado consigo Klaus Fuchs, depois desmascarado como espião soviético, tornou as desconfianças oficiais sobre si ainda maiores. Após a guerra voltou à Universidade de Birminghan, estabelecendo-se em 1963 na Universidade de Oxford, sendo ao mesmo tempo conselheiro do programa atômico britânico em Harwell, sendo no entanto desde cedo um pacifista, atuante ativo nas conferências Pugwash. Aposentou-se em 1974, porém dando aulas por mais três anos na Universidade de Washington.
Participou da 7ª e 8ª Conferência de Solvay.

## Condecorações
Foi eleito fellow da Royal Society em 22 de março de 1945, que o condecorou em 1959 com a Medalha Real e em 1986 com a Medalha Copley. Em 1946 foi condecorado como Commander of the British Empire (CBE) com a Ordem do Império Britânico, e em 1968 recebeu o título de sir. Em 1962 recebeu a Medalha Lorentz e em 1980 o Prêmio Enrico Fermi.

## Obras
- com Niels Bohr, G. Placzek: Nuclear Reactions in the Continuous Energy Region. Nature, 144:200, 29 de julho de 1939
- Recollections of early solid state physics, Proceedings of the Royal Society A, 371:28, 1980
- Bird of Passage: Recollections of a Physicist, Princeton University Press, 1985, ISBN 0691083908
- Atomic Histories, American Institute of Physics, 1996. ISBN 1563962438
- Quantum Theory of Solids, Oxford, Clarendon Press 1955, 2004
- The Laws of Nature, 1955
- Surprises in Theoretical Physics, Princeton University Press, 1979
- More Surprises in Theoretical Physics, Princeton University Press, 1991
- Selected Scientific Papers of Sir Rudolf Peierls, World Scientific 1996 (com comentários, editor Dalitz)
- Selected private and scientific correspondence, World Scientific, 2007